# Labialfurche
Labialfurchen oder Labialgruben sind äußere Vertiefungen im Bereich der Mundwinkel bei Knorpelfischen, durch die vorhandene Labialfalten vom umgebenden Gewebe abgegrenzt sind. Sie stellen gemeinsam mit den Labialfalten ein wichtiges taxonomisches Merkmal für die Unterscheidung und Zuordnung von Knorpelfischen, vor allem Haien, dar. Im ursprünglichsten Zustand befindet sich eine Labialfurche oberhalb des Mundwinkels und eine weitere unterhalb.